# Storskog

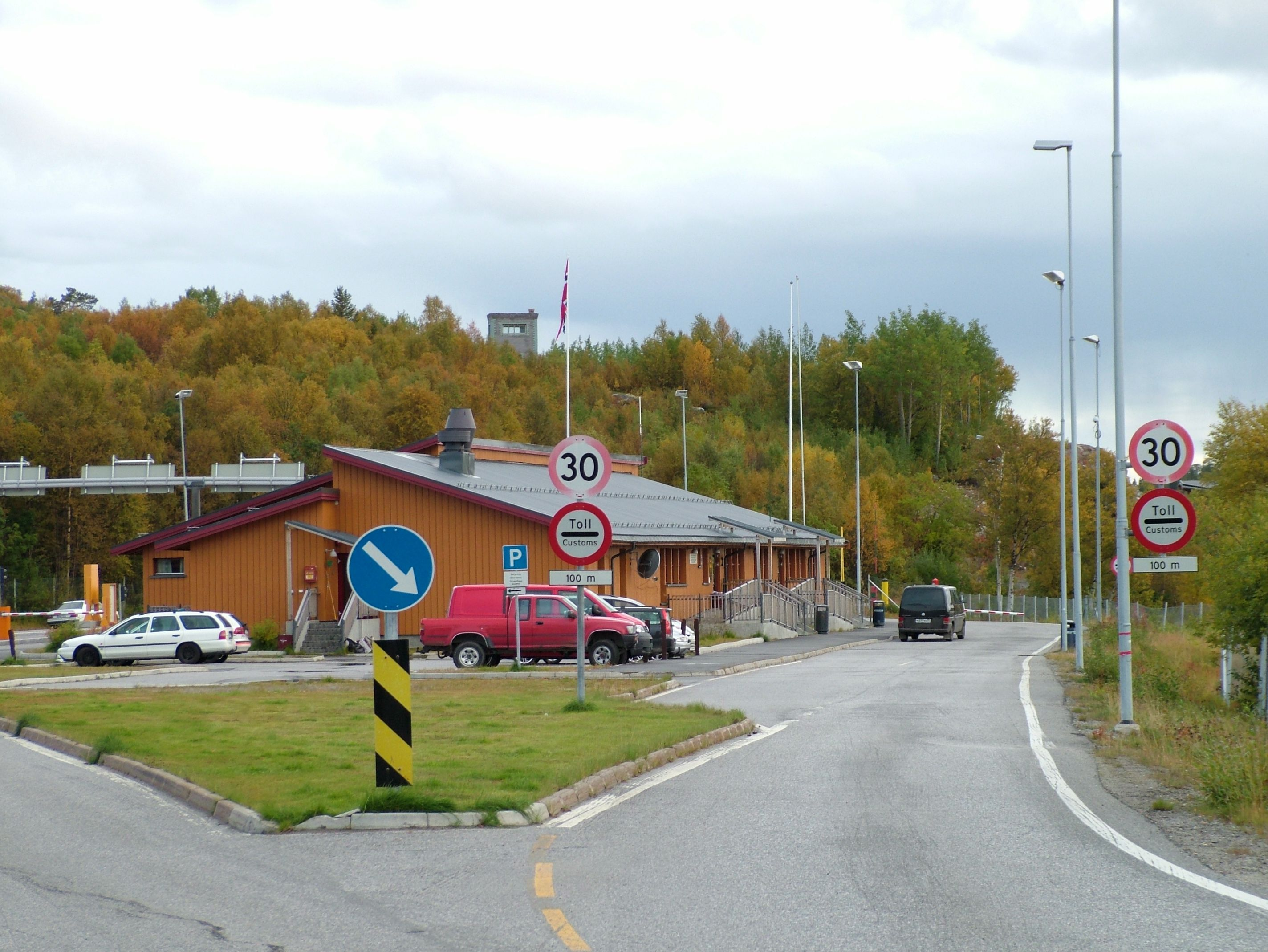
Grenzübergang Storskog (von Norwegen aus gesehen)

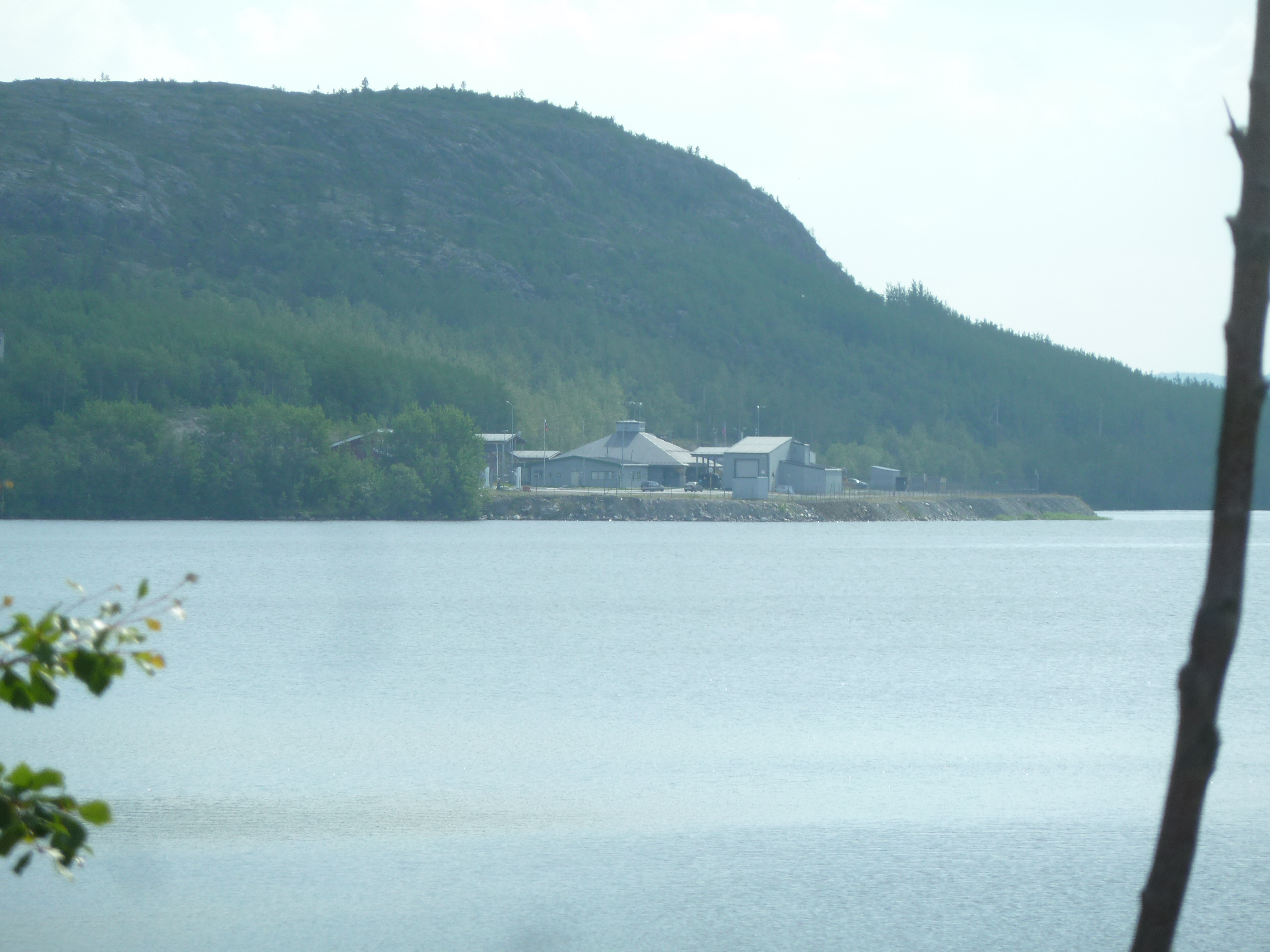
Russische Grenzkontrolle

Storskog ist ein kleiner Ort im Fylke Finnmark im äußersten Nordosten Norwegens. In der Nähe des Ortes befindet sich im Verlauf der Europastraße 105 der einzige Grenzübergang an der Grenze zwischen Norwegen und Russland.
Der Zeitunterschied beim Grenzübertritt beträgt im Winter zwei, im Sommer aufgrund der in Norwegen herrschenden Sommerzeit nur eine Stunde.
Seit Februar 2015 wurde der Grenzübergang Storskog als sogenannte „Arktis-Route“ von Flüchtlingen genutzt. Der Übergang etablierte sich für Flüchtlinge aus Syrien und Afghanistan als eine Möglichkeit, nach Norwegen zu gelangen. Im November 2015 führte die norwegische Regierung striktere Asylregelungen in Norwegen ein.